# 勤王運動
勤王運動（越南语：／）是指1885年至1896年間由越南爱国士紳领导的反法武装斗争。勤王運動的主要領導者為阮文祥和尊室說等人，1885年7月4日開始。

## 開始
1884年，第二次顺化条约簽訂后，越南正式淪為法国的殖民地，并在此后不斷遭到越南人民及朝廷内以尊室说为代表的主战派的反对。1885年7月4日夜，尊室说在顺化起兵攻打法军驻地和法国“钦使府”，但在7月5日的對法戰鬥失敗后，尊室说护送咸宜帝到广治省甘露縣新所城。7月10日咸宜帝发出《勤王诏》，号召全越南勤王抗法。

## 經過
包括咸宜帝在內的多名皇室成員在靠近寮國邊界的山區叢林中進行游擊戰，來抵抗法國的侵略。而法方則另立其弟繼位，即同慶帝。越南國內，除了早已被法國人占據的南圻（越南南部）外，北圻（越南北部）和中圻（越南中部）的士紳、官吏、文人紛紛響應，舉兵抗法，越南全國各地也相繼爆發了多次反法起義。
勤王運動中一些較有影響的反法起義包括：
- 广南起义（1885年～1896年），广南省，阮惟敩领导
- 香溪起义（1885年～1896年），河静省，潘廷逢领导
- 荻林起义（1886年～1889年），兴安省，阮善述领导
- 雄岭起义（1886年～1892年），清化省，宋维新领导
- 巴亭起义（1886年～1887年），清化省，范澎领导
- 興化起義，清化省，阮光碧領導

1886年法国殖民者组建了蓝带兵以對抗勤王運動中的起義軍。1886年12月18日、1887年1月6日，法國軍隊分两次进攻巴亭的起義軍，但後來皆被起义军擊敗。此事也震动了當時的法国政坛。

## 尾聲
1888年，在經過一連串的失敗後，咸宜帝被他的貼身侍衛張光玉所出賣。張光玉是個貪財之人，法國人以重金收買了張光玉，令其為內應。9月26日，張光玉與阮定情二人發動兵變，包圍了咸宜帝的住所，殺死護衛的尊室詥。咸宜帝見狀，手持青龍劍，對張光玉說：「你把我殺了，而不僅是把我帶回去獻給西洋人。」（Mày giết tao đi, còn hơn đưa tao về nộp cho Tây!）但張光玉的手下從背後奪下了青龍劍，逮捕了咸宜帝送交給了法國人，並於同年8月13日被流放到北非的阿爾及利亞。尊室说也逃亡至中国。1896年1月潘廷逢病逝，香溪起义最終被鎮壓，勤王运动就此以失敗告終。